# Minnesota Botanical Studies
Minnesota Botanical Studies (abreviado Minnesota Bot. Stud.) fue una revista con ilustraciones y descripciones botánicas que fue editada en Estados Unidos desde 1894 hasta 1916.